# Hotel Miklič
Hotel Miklič je obratoval ob današnjem Trgu osvobodilne fronte v Ljubljani, nasproti glavne železniške postaje Ljubljana.

## Zgodovina
Glavna železniška postaja v Ljubljani je oživela tedanjo Blatno vas, to je območje ob današnji Kolodvorski ulici. Precej na samem pa je bila gostilna Frana Perlesa imenovana Zum Mohren. Kasneje so jo preimenovali v hotel Južni kolodvor (Zum Sudbahnhof). Po smrti Frana Perlesa je hotel z restavracijo in vrtom leta 1891 podedovala njegova vdova Josipina. Zatem se je poročila z Antonom Putrichom, posestnikom in vinogradnikom v krškem in litijskem okraju ter trgovcem s stroji. Gostinske prostore sta dala v najem Janezu Fritzerju. Hotel je bil v tem času eno od priljubljenih zbirališč višjih državnih uradnikov in uslužbencev. V njem so večkrat gostili društva železniških, odvetniških in notarskih uradnikov, delovodij, nekajkrat tudi učiteljsko društvo. Leta 1901 je hotel vzel v najem Josip Lorber z ženo Alojzijo, sledil je Ivan Kotnik, za njim Josip Schrey in Alfred Seidel, leta 1911 pa Leopoldina Stelzer.
Leta 1913 ga je kupil precej premožen vinski trgovec Franc Miklič in se lotil prenove. Kupil je tudi sosednje nezazidane stavbne parcele v okolici in leta 1928 zgradil hotel Miklič z 72 sobami. V nadaljnjih letih je hotel razširil. Leta 1936 je bila gradnja zaključena in lastnik je hotel preimenoval v hotel Metropol. Imel je 164 sob in je bil tisti čas največji v Ljubljani in Jugoslaviji. V sklopu hotela je bila tudi kavarna, klubski
prostori, dvorana, terasa na strehi, kegljišče, gostinski vrt, mehanična delavnica ter prostor za avtobuse. Pred hotelom je imel postajo tudi tramvaj. Ta proga je bila med prvimi, saj je začela obratovati 6. septembra 1901 in je povezovala glavno železniško postajo z mestno hišo.
Hotel je nasledil sin Karel Miklič in ga vodil do druge svetovne vojne. Po njej je bil nacionaliziran. V uporabo ga je dobila JLA in ga spremenila v Dom armade, kar je ostal do leta 1991.
V stavbo so se po letu 1991 vselili razni uradi in ministrstva, v pritličju so različni lokali.